# Setun
Setun  (ロシア語: Сетунь) は、1958年モスクワ大学にて開発されたコンピュータ。セルゲイ・ソボレフとニコライ・ブルセンツォフの指揮の下で開発が行われた。Setunは、他のコンピュータで一般的な二進法ではなく、平衡三進法を使用した三進数コンピュータ(en)であり、そのようなコンピュータの中では最も現代的であった。

## 概要
Setunは、モスクワ大学での需要を満たすためにつくられた。同機は、1959年から製造終了の1965年までの間にKazan Mathematical plantで50台が製造された。特徴的なオペレーティングメモリは81ワードから成り、さらにそれぞれのワードは18トリット(二値の「ビット」に相当する三値における単位)で構成される。また、磁気ドラムメモリに追加で1944ワードが格納された。モスクワ大学では、1965年から1970年にかけて標準的な、すなわち二進の、コンピュータが使用されるようになり、Setunから置き換わり、同機は使われなくなった。このとき導入されたコンピュータの性能はSetunと同等であったが、2.5倍の費用を要した。
1970年、新型の三進数コンピュータであるSetun-70が開発された。Setun-70では、エドガー・ダイクストラの構造化プログラミングの考え（Edsger W. Dijkstra's ideas of structured programming）がハードウェアに実装された。短い命令セットは、RISC原理（RISC architecture principles）とは独立にニコライ・ブルセンツォフによって開発・実装された。
後に、Setun-70のハードウェアアーキテクチャは、DSSP (構造化プログラミング対話システム: Dialogue System of Structured Programming) へと姿を変えた。DSSPは、二進コンピュータ上でSetun-70をエミュレートして動かすもので、構造化プログラミングの利点を享受できる。DSSPプログラミング言語はプログラミング言語Forthと似た構文を使用するが、基本的な命令の順序に違いがある。これは条件分岐で顕著である。DSSPはニコライ・ブルセンツォフと当時のモスクワ大学博士課程に在籍した学生らによって開発が行われた。1989年、32ビット版が実装された。